# 1–4 Double Row

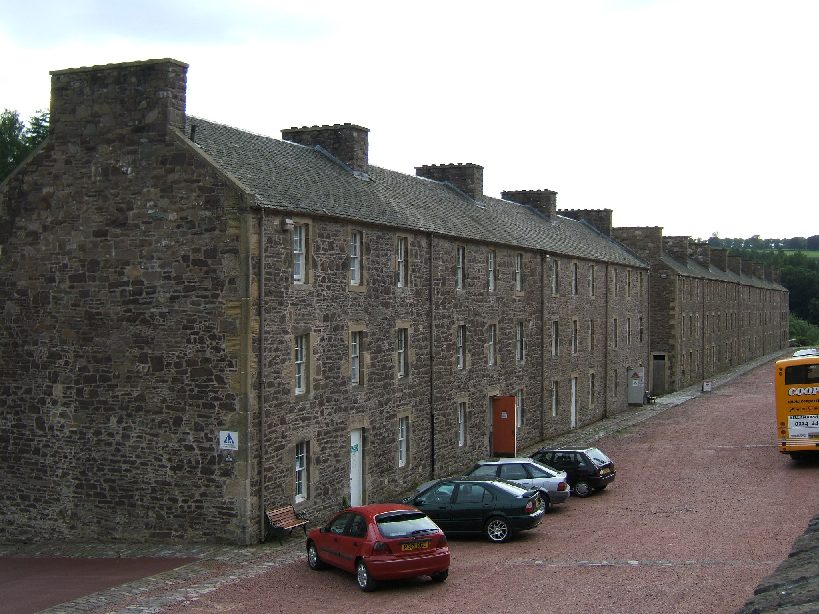
1–4 Double Row

Unter der Adresse 1–4 Double Row in der schottischen Industriesiedlung New Lanark in der Council Area South Lanarkshire befinden sich vier Wohngebäude. 1971 wurde das Bauwerk in die schottischen Denkmallisten in der höchsten Denkmalkategorie A aufgenommen. Außerdem ist es Teil des Weltkulturerbes New Lanark.

## Geschichte
Die Gebäude sind Teil der modellhaften Arbeitersiedlung New Lanark, die Davin Dale für seine Mühlen erbauen ließ. Die an David Dale’s House angrenzende Gebäudezeile entstand im späten 18. Jahrhundert. Anhand des verwendeten Baumaterials lässt sich vermuten, dass sie im selben Zeitraum wie die anschließende Zeile 5–12 Double Row errichtet wurde. Ebenso ist ersichtlich, dass sie in zwei Bauphasen entstanden ist, wobei Gebäudeteile möglicherweise älteren Datums sind. Von den üblichen Arbeitersiedlungen dieser Zeit unterscheiden sich die Gebäude in New Lanark insofern, als infolge der Hanglage eine mehrstöckige Bauweise vorteilhaft war. Ihr Aufbau diente späteren Siedlungen als Vorbild.
Rund 200 Jahre beherbergten die Häuser Arbeiterwohnungen. 1994 wurde die Gebäudezeile restauriert und zu einer Jugendherberge umgestaltet. Auf Grund moderner Bestimmungen gingen dabei zahlreiche Details des Innenraums verloren.

## Beschreibung
Die zwölf Achsen weite Gebäudezeile ist in vier gleichförmige Einheiten untergliedert. Straßenseitig sind die Bruchsteinbauten aus Sandstein mit abgesetzten Natursteineinfassungen dreistöckig. Auf Grund der Hanglange ragt die Gebäudezeile an der südwestexponierten Rückseite vier Stockwerke auf. Mittig führen Eingangstüren zu den Treppenaufgängen. Es sind längliche, vornehmlich zwölfteilige Sprossenfenster verbaut. An der Gebäuderückseite sind zwischen dem zweiten und dritten Stockwerk außerdem kleine quadratische Fenster eingelassen. Die abschließenden Satteldächer mit giebelständigen Kaminen sind mit schottischem Schiefer eingedeckt. Die Wohneinheiten sind zwei Räume tief.